# Энергетическая улица (Москва)
Энергети́ческая у́лица — улица, расположенная в Юго-Восточном административном округе города Москвы на территории района Лефортово.

## История
Улица получила своё название 20 сентября 1955 года по близости к корпусам МЭИ.

## Расположение
Энергетическая улица проходит от 1-го Краснокурсантского проезда на юго-восток, пересекает улицу Лефортовский Вал, затем к Энергетической улице с юго-запада примыкают Энергетический проезд и улица Лапина, Энергетическая улица проходит далее до Авиамоторной улицы. Нумерация домов начинается от 1-го Краснокурсантского проезда.

## Примечательные здания и сооружения
На улице расположен комплекс студенческих общежитий (№ 2; 3; 6; 8, корп. 2; 10, корп. 1; 14, корп, 1—3) построенный в 1929—1930 годах (архитекторы Б. Н. Блохин, Б. В. Гладков, А. М. Зальцман)
По нечётной стороне:
- № 3 — восьмиэтажный жилой дом 1960 года постройки. В здании находится магазин «Дикси».
- № 3а — Лефортовская тюрьма

По чётной стороне:
- № 8 — жилой дом. Здесь в 1948—1964 годах жил физик Э. Э. Шпильрайн[4]
- № 18 — жилой дом.
- № 20 — семиэтажный кирпичный жилой дом. В здании находится «Росэнергобанк».
- № 22 — восьмиэтажный кирпичный жилой дом. В здании находятся ресторан «Трактир Лефортово», Стоматологическая поликлиника № 13 и детское отделение поликлиники.

## Транспорт

### Автобус
- 440: на участке от Авиамоторной улицы до 1-го Краснокурсантского проезда
- 730: на участке от улицы Лефортовский Вал до 1-го Краснокурсантского проезда

### Метро
- Станция метро «Лефортово» Большой кольцевой линии — севернее улицы, у пересечения Солдатской и Наличной улиц.
- Станция «Авиамоторная» Калининской линии — южнее улицы, на пересечении шоссе Энтузиастов и Авиамоторной улицы.
- Станция «Авиамоторная» Большой кольцевой линии — южнее улицы, у пересечения шоссе Энтузиастов и проезда Энтузиастов.

### Железнодорожный транспорт
- Платформа «Авиамоторная» Казанского направления МЖД — южнее улицы, вблизи пересечения шоссе Энтузиастов и Авиамоторной улицы
- Платформа «Сортировочная» Казанского направления МЖД — севернее улицы, вблизи Юрьевского переулка